# 루이 생로랑
루이 스테팡 생로랑(Louis Stephen St. Laurent, 1882년 2월 1일 ~ 1973년 7월 25일)은 캐나다의 정치인, 총리(1948~1957)이다. 프랑스계 캐나다인으로는 두 번째로 총리 자리에 올랐다.
퀘벡주 콤프턴에서 프랑스계 아버지와 아일랜드계 어머니 사이에서 태어나 집안에서 영어와 프랑스어를 유창하게 구사하며 자라왔다. 1905년 라발 대학교에서 법학 학위를 취득하고 성공적으로 변호사가 되었다. 자유당 소속으로 1941년에는 법무장관에 임명되었고, 1946년에는 외무장관이 되어 샌프란시스코에서 유엔 창립을 위한 회의에 대표로 참석하였다. 1948년 11월에 총리에 취임하였다.
총리 재임 중에 캐나다가 국제적으로 더 많은 활동이 필요하다는 걸 알았고, 1949년 북대서양조약기구를 설립한 지도자들 중의 하나였다. 1949년 캐나다가 영국으로부터 독립하여 자치권을 얻게 되었고, 뉴펀들랜드가 캐나다의 10번째 주로 승격되었다. 그는 1950년대 초반 캐나다의 총독에 캐나다 본토 출신의 빈센트 매시를 추천하기도 하였다. 1957년 총선에서 자유당이 패하자, 총리직을 사임하였다. 다시 변호사 생활을 시작하였다가, 1973년 7월 25일 퀘벡 시에서 사망하였다.

## 역대 선거 결과
| 선거명      | 직책명                        | 대수 | 정당          | 득표율 | 득표수   | 결과 | 당락                      |
| ----------- | ----------------------------- | ---- | ------------- | ------ | -------- | ---- | ------------------------- |
| 1942년 선거 | 하원의원 (퀘벡 이스트 선거구) | 19대 | 캐나다 자유당 | 0%     | 16,708표 | 1위  | 퀘벡 이스트 하원의원 당선 |
| 1945년 선거 | 하원의원 (퀘벡 이스트 선거구) | 20대 | 캐나다 자유당 | 0%     | 17,965표 | 1위  | 퀘벡 이스트 하원의원 당선 |
| 1949년 선거 | 하원의원 (퀘벡 이스트 선거구) | 21대 | 캐나다 자유당 | 0%     | 25,832표 | 1위  | 퀘벡 이스트 하원의원 당선 |
| 1953년 선거 | 하원의원 (퀘벡 이스트 선거구) | 22대 | 캐나다 자유당 | 0%     | 25,945표 | 1위  | 퀘벡 이스트 하원의원 당선 |
| 1957년 선거 | 하원의원 (퀘벡 이스트 선거구) | 23대 | 캐나다 자유당 | 0%     | 27,364표 | 1위  | 퀘벡 이스트 하원의원 당선 |